# Gnophos bivinctata
Gnophos bivinctata là một loài bướm đêm trong họ Geometridae.